# Zoommeer
Le Zoommeer, lac Zoom est un lac d'eau douce dans le Brabant-Septentrional à la limite avec la Zélande. Le lac Zoom est situé au sud de Tholen et à l'ouest de Berg-op-Zoom, d'où son nom, à l'emplacement de Reimerswaal (ville disparue), au sud-ouest il est bordé par le molenplaat. 
Par le canal Escaut-Rhin, qui le traverse, le Zoommeer est connecté aux lacs Krammer et Volkerak sans écluses.

## Historique
Avant 1980 cet endroit qui faisait partie de l'Escaut oriental, était soumis aux marées de la mer du Nord.
Le Zoommeer a été créé par la construction de l'Oesterdam, du Markiezaatskade et du Canal de l'Escaut au Rhin, une liaison maritime sans marée entre Anvers et Rotterdam.

## Qualité et protection
La qualité de l'eau du Zoommeer a longtemps été problématique en raison de la croissance des Cyanobacteria, algues microscopiques.
C'est une zone de 1 053 ha classée par Natura 2000.